# Pseudacanthops caelebs
Pseudacanthops caelebs är en bönsyrseart som beskrevs av Henri Saussure 1869. Pseudacanthops caelebs ingår i släktet Pseudacanthops och familjen Acanthopidae. Inga underarter finns listade i Catalogue of Life.